# Archives départementales des Deux-Sèvres
Les archives départementales des Deux-Sèvres sont un service du conseil départemental des Deux-Sèvres, chargé de collecter les archives, de les classer, les conserver et les mettre à la disposition du public.

## Directeurs
- 1959-1963 : Robert Tinthoin ;
- 2005-2011 : Brigitte Pipon ;
- 2011-2015 : Pierre Quernez ;
- 2015-2020 : Aude Seillan ;
- 2020-2023 : Amandine Contet ;
- Depuis 2023 : Marie Bolot.

## Pour approfondir